# Le Chevalier du roi
Pour plus de détails, voir Fiche technique et Distribution.
Le Chevalier du roi (The Black Shield of Falworth) est un film américain réalisé par Rudolph Maté, sorti en 1954.

## Synopsis
Vers 1400, la noble Maison des Falworth a été interdite et tous ses membres ont été condamnés à mort par le roi Henry IV d'Angleterre. Il s'agit d'une manœuvre du comte Alban qui convoite secrètement le trône. Mais Myles, le fils, a échappé au massacre. Recueilli par des paysans, il ignore tout de ses origines. Myles se rend au château du comte de Mackworth, pair d'Angleterre loyal au roi et vieil ami des Falworth. Il intègre le groupe de ceux qui se destinent à devenir chevaliers et doit suivre une formation rigoureuse. Dans le château, dans une salle où sont entreposés les livres possédés par le comte, se trouve un ouvrage qui contient tous les noms des familles nobles anglaises ainsi que leurs armoiries. Myles découvre alors que la bague qu'il porte est ornée des armes des Falworth. Récompensé par sa bravoure et ses aptitudes au tournoi, il est adoubé chevalier en présence du roi. Avec l'aide du prince de Galles, de quelques compagnons et des troupes encore fidèles, le jeune chevalier parvient à déjouer le complot ourdi par Alban. En récompense, le roi lui rend ses titres et ses terres.

## Fiche technique
- Titre : Le Chevalier du roi
- Titre original : The Black Shield of Falworth
- Réalisation : Rudolph Maté
- Scénario : Oscar Brodney, d'après l'histoire Men of Iron de Howard Pyle
- Production : Robert Arthur et Melville Tucker
- Société de production : Universal Pictures
- Photographie : Irving Glassberg
- Musique : Hans J. Salter
- Direction artistique : Alexander Golitzen et Richard H. Riedel
- Costumes : Rosemary Odell
- Montage : Ted J. Kent et Edward Curtiss (non crédité)
- Pays de production : États-Unis
- Format : Couleur (Technicolor) - Son : Mono (Perspecta Sound encoding) (optical prints) / 4-Track Stereo (magnetic prints) (Western Electric Recording)
- Genre : Aventure médiévale
- Durée : 99 minutes
- Dates de sortie : 
  - États-Unis : 2 septembre 1954
  - France : 25 février 1955
- Affiches : Reynold Brown (États-Unis), Constantin Belinsky, Boris Grinsson (France)

## Distribution
- Tony Curtis (VF : Hubert Noel) : Myles Falworth

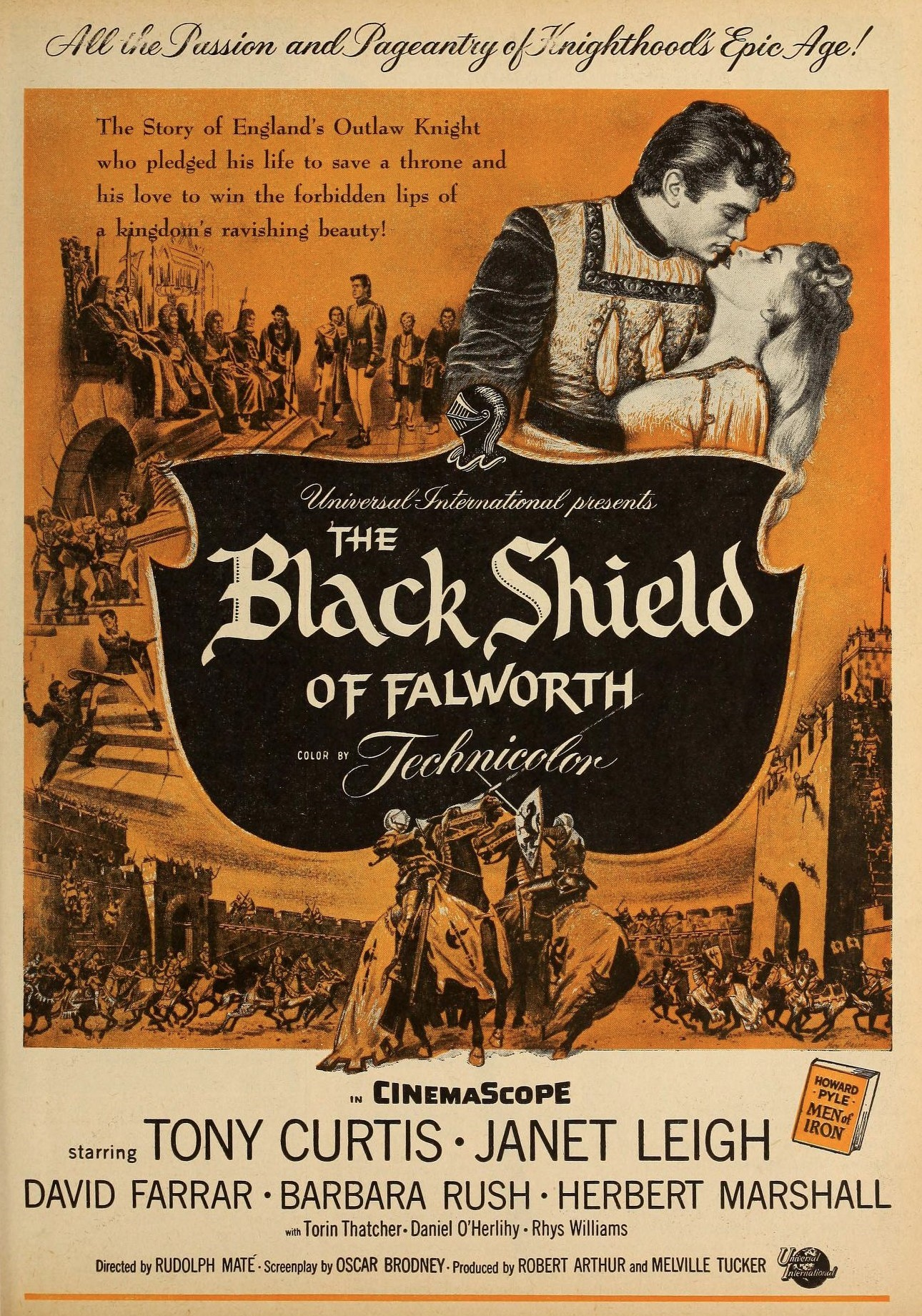
Annonce pour le film dans Modern Screen.

- Janet Leigh (VF : Nelly Benedetti) : Lady Anne de Mackworth
- David Farrar (VF : Claude Péran) : Gilbert Blunt
- Barbara Rush : Meg Falworth
- Herbert Marshall (VF : Raymond Rognoni) : William
- Torin Thatcher (VF : Jacques Berlioz) : Sir James
- Dan O'Herlihy (VF : Jacques Deschamps) : Prince Hal de Wales
- Patrick O'Neal (VF : Roger Rudel) : Walter Blunt
- Craig Hill : Francis Gascoyne
- Ian Keith (VF : Fernand Fabre) : Le roi Henry IV
- Doris Lloyd (VF : Madeleine Barbulée) : Dame Ellen
- Rhys Williams (VF : Camille Guerini) : Diccon Bowman
- Leonard Mudie (VF : Abel Jacquin) : Frère Edward
- Maurice Marsac (VF : Gérard Férat) : Comte de Vermois
- Nicolas Coster (VF : Jean-Louis Jemma) : Humphrey

Acteurs non crédités
- Charles Evans : le lord archevêque
- Lance Fuller : un garde

## Voix françaises
- René Arrieu  (Marechal de lice)
- Jean-Louis Jemma  (Humphrey)
- Jean Violette  (archer de Gilbert Blunt)
- René Arrieu  (Garde)